# Dotyville
Dotyville és una concentració de població designada pel cens dels Estats Units a l'estat d'Oklahoma. Segons el cens del 2000 tenia 17 habitants.

## Demografia
Segons el cens del 2000, Dotyville tenia 17 habitants, 7 habitatges, i 7 famílies. La densitat de població era de 7,5 habitants per km².
Dels 7 habitatges en un 28,6% hi vivien nens de menys de 18 anys, en un 100% hi vivien parelles casades, en un 0% dones solteres, i en un 0% no eren unitats familiars. En el 0% dels habitatges hi vivien persones soles el 0% de les quals corresponia a persones de 65 anys o més que vivien soles. El nombre mitjà de persones vivint en cada habitatge era de 2,43 i el nombre mitjà de persones que vivien en cada família era de 2,43.
Per edats la població es repartia de la següent manera: un 11,8% tenia menys de 18 anys, un 5,9% entre 18 i 24, un 5,9% entre 25 i 44, un 52,9% de 45 a 60 i un 23,5% 65 anys o més.
L'edat mediana era de 50 anys. Per cada 100 dones de 18 o més anys hi havia 87,5 homes.
La renda mediana per habitatge era de 58.750 $ i la renda mediana per família de 58.750 $. Els homes tenien una renda mediana de 0 $ mentre que les dones 41.250 $. La renda per capita de la població era de 29.150 $. Cap de les famílies estaven per davall del llindar de pobresa.

## Poblacions més properes
El següent diagrama mostra les poblacions més properes.